# Baia di re Giorgio
La baia di re Giorgio è una baia larga circa 11 km e altrettanto lunga situata sulla costa sud-occidentale dell'Isola di Re Giorgio, la più vasta delle Isole Shetland Meridionali, a nord del termine della Penisola Antartica.

## Geografia
La baia è delimitata a ovest da un promontorio chiamato Lions Rump, sulla parte orientale del duomo Cracovia, e a est da punta Turret. All'interno della baia, o comunque all'interno delle varie calette site lungo le sue coste, si gettano diversi ghiacciai, tra cui il Polonia, da est, il Poznan, da nord, e il Gołubiew, da nord-ovest.

## Storia
La baia di re Giorgio venne così battezzata il 24 gennaio 1820 in onore di Giorgio III, l'allora monarca del Regno Unito, da Edward Bransfield, l'esploratore britannico che, sbarcato sull'isola di re Giorgio nel corso di un'esplorazione antartica da lui comandata, ne prese possesso in nome dello stesso sovrano. In seguito tale nome è stato poi accettato dalla comunità internazionale e la baia è stata visitata da diverse spedizioni di ricerca ed esplorazione, a cominciare dalla spedizione francese in Antartide svoltasi dal 1908 al 1910 al comando di Jean-Baptiste Charcot.